# Нижнедобринское сельское поселение (Камышинский район)
Нижнедо́бринское се́льское поселе́ние — муниципальное образование в Камышинском районе Волгоградской области. Административный центр — село Нижняя Добринка.

## География
Ближайшие населённые пункты к Нижней Добринки это: Верхняя Добринка, Галка и Нагорный.
Часовой пояс
Нижнедобринское сельское поселение, как и вся Волгоградская область, находится в часовой зоне МСК (московское время). Смещение применяемого времени относительно UTC составляет +3:00.

## История
Нижнедобринское сельское поселение образовано 5 марта 2005 года в соответствии с Законом Волгоградской области № 1022-ОД.

## Население
| 2010  | 2012  | 2013  | 2014  | 2015  | 2016  | 2017 |
| ----- | ----- | ----- | ----- | ----- | ----- | ---- |
| 1091  | ↘1078 | ↘1063 | ↘1046 | ↘1025 | ↘1007 | ↘994 |
| 2018  | 2019  | 2020  | 2021  |       |       |      |
| ↗1069 | ↗1081 | ↗1086 | ↘1046 |       |       |      |

## Состав сельского поселения
| № | Населённый пункт | Тип населённого пункта       | Население |
| - | ---------------- | ---------------------------- | --------- |
| 1 | Нижняя Добринка  | село, административный центр | ↘1046     |

## Достопримечательность
В селе самая старая в России школа, которая была построена из кирпича в 1780 году. 29 июня 2014 года Нижняя Добринка отметила юбилей, 250 лет со дня основания.